# とれたてワイドいばらき
『とれたてワイドいばらき』は、NHK水戸放送局が平日の昼前に放送した地域情報番組である。

## 概要
前身は水戸局が茨城県域地上デジタル放送開始とともにスタートさせた『こんにちはいばらきわいわいスタジオ』である。県域地デジが5年になることを機にリニューアルし、2009年4月2日から放送している。
基本的な内容は、『こんにちは‐』を踏襲しているが、各曜日のコーナー割を一部見直した。また、茨城県内の地デジエリアがほぼ県全域に達したことから、他番組でのコーナー使い回しはほぼなくなった。

## 放送時間
- 平日 11:30 - 12:00（JST）

祝日は休止。

## キャスター・リポーター
| 期間       | 期間      | キャスター | キャスター |
| ---------- | --------- | ---------- | ---------- |
| 2009年4月  | 2010年3月 | 田所愛     | 田所愛     |
| 2010年4月  | 2011年3月 | 倉持彩花   | 前田春菜   |
| 2011年4月  | 2011年9月 | 倉持彩花   | 戸澤愛     |
| 2011年10月 | 2012年3月 | 長谷川静香 | 戸澤愛     |
| 2012年4月  | 2013年3月 | 齋藤有希   | 井上智惠   |
| 2013年4月  | 2014年3月 | 井上智惠   | 稲垣ひろ美 |
| 2014年4月  | 2015年3月 | 井上智惠   | 二宮佳純   |

リポーター・コーナー担当
- 杉尾美幸（いばスポ!、2013年度〜）
- 細谷翠
- 石井優香（中継等、2011年度〜）
- 森花子（森花のエンジョイ子育て）
- 長谷川静香（おでかけ情報、中継等）
- 油井亜衣（おでかけ情報、中継等）
- 小林巳記（中継等）

歴代リポーター・コーナー担当
- 五十嵐利恵（中継等、2011年度まで）

## コーナー
- （月）食と健康+

ビデオレター
- （火）とれたてクッキング

BOOKランキング
- （水）知っ得!情報局

いばスポ!
- （木）ライブいばらき

NHKの窓
暮らしセンスアップ
道の駅　旬便り(最終週)
- （金）おでかけ情報

いばらきいいね！発見ナビ(最終週)
セレクション
- 過去のコーナー

まるとくいばらき
とれたてネットワーク
とれたてリポート
CDランキング
まちむら中継
みてみていばらき

## 備考
- 国会中継・臨時ニュース放送時は休止される。特番編成時は短縮または休止となることもある。
- 公式サイトでは上記の時間が表記されているが、番組そのものは11:54で終了。
- 11:54 - 11:57は東京発の全国気象情報を放送し、11:57 - 12:00は「いばらき気象情報」として放送。
- 毎月1日（1月は4日）と重なった場合は全国気象情報以下を1分ずつ繰り上げ、1分早く終了。緊急警報放送試験信号放送を行うためである（全国共通）。